# Zwiesel–Grafenau-vasútvonal
A Zwiesel–Grafenau-vasútvonal egy normál nyomtávolságú, egyvágányú, nem villamosított vasútvonal Németországban Zwiesel és Grafenau között. A vasútvonal hossza 31,5 km.
A vasútvonalon óránként, ütemesen közlekednek a motorvonatok.

## Érdekességek
A vasútvonal bekerült a German Railroads Volume 7 Der Bayerische Wald című Microsoft Train Simulator kiegészítőbe is.